# Sidney Paget
Sidney Edward Paget (ur. 4 października 1860 w Londynie, zm. 28 stycznia 1908 w Margate) – brytyjski ilustrator epoki wiktoriańskiej, najbardziej znany z ilustrowania opowiadań sir Arthura Conana Doyle’a o Sherlocku Holmesie publikowanych w magazynie „The Strand”.

## Życiorys
Był piątym z dziewięciu dzieci Roberta Pageta, zakrystiana w kościołach w St. James i St John w Clerkenwell oraz Marthy Paget (z d. Clarke), profesor muzyki. W 1881 rozpoczął naukę w Royal Academy of Arts. Tam zaprzyjaźnił się z Alfredem Morrisem Butlerem, studentem architektury, który mógł stać się pierwowzorem postaci doktora Johna H. Watsona w jego ilustracjach. Pomiędzy rokiem 1879 a 1905 przekazał na wystawę Royal Academy osiemnaście różnych obrazów, w tym dziewięć portretów.
Rysunki Pageta ukazały się w The Strand Magazine, Pictorial World, The Sphere, The Graphic, Illustrated London News oraz Pall Mall Magazine. Jego dzieła stały się znane zarówno w Wielkiej Brytanii jak i Stanach Zjednoczonych. Robił ilustracje do opowiadań o detektywie Martinie Hewittcie Arthura Morrisona oraz Conana Doyle’a o Sherlocku Holmesie przyczyniając się do popularyzowania obu serii.
1 czerwca 1893 poślubił Edith Hounsfield (ur. 1865), córkę farmera Williama Hounsfielda. Mieli cztery córki i dwóch synów, Leslie Roberta (1894), Winfrieda (1896), Edith Muriel (1897), Evelyn Meroah (1899), Beryl May (1902) oraz Johna L. Pageta. Sidney Paget zmarł 28 stycznia 1908 w Margate po kilku latach cierpienia na dotkliwe bóle w klatce piersiowej. Został pochowany na East Finchley Cemetery. Następnie jego ciało zostało przeniesione do jego rodzinnego miasta, gdzie wciąż rezyduje kilku jego krewnych. Jego dwóch braci, H.M. (Henry Marriott) Paget (1856–1936) oraz Wal (Walter Stanley) Paget (1863–1935) również było znanymi portrecistami i ilustratorami.

## Ilustracje do The Strand Magazine

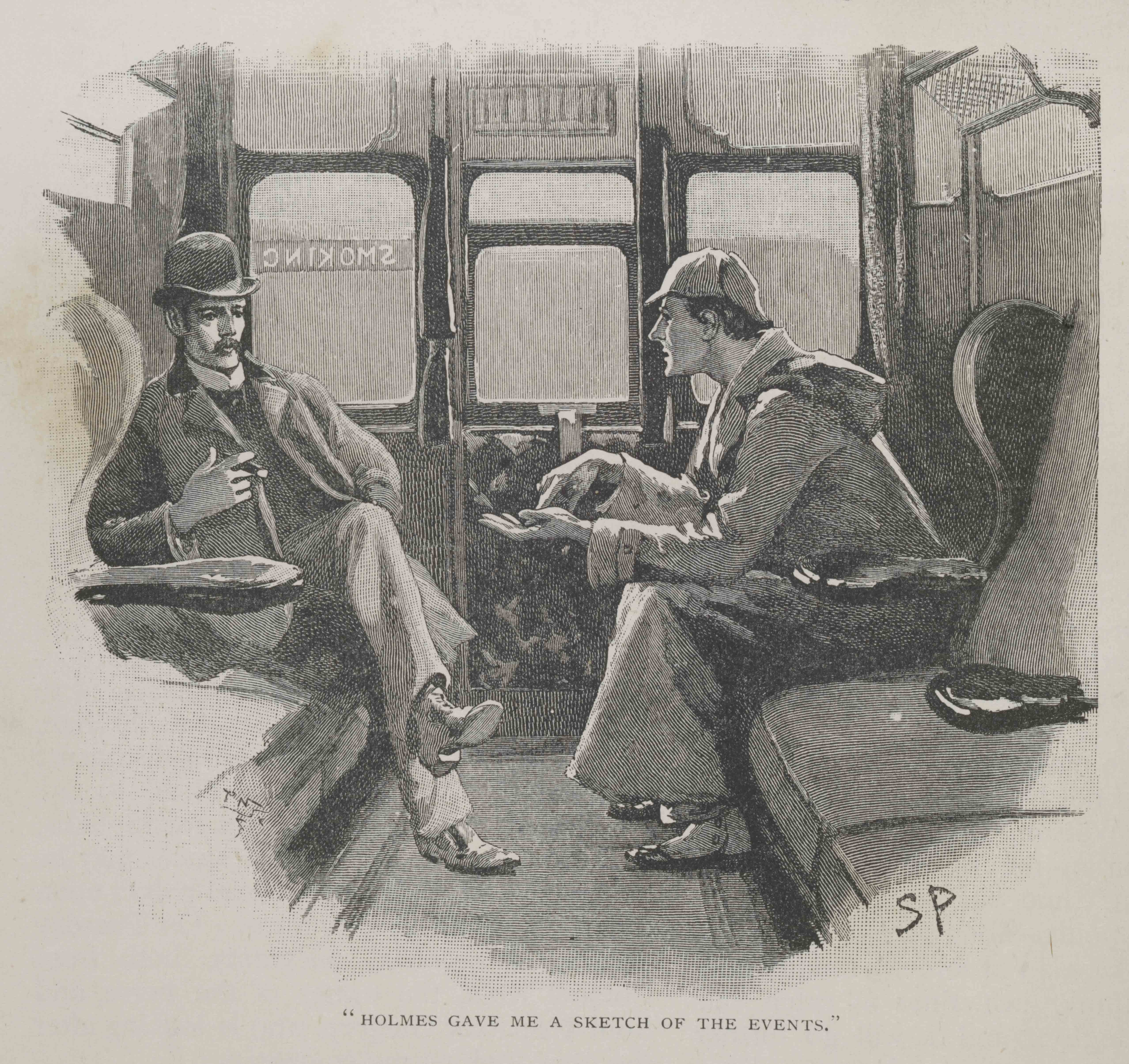
Ilustracja przedstawiająca Sherlocka Holmesa (po prawej) i Watsona

Dziś, Sidney Paget jest najbardziej znany jako twórca popularnego wizerunku Sherlocka Holmesa z publikacji Conana Doyle’a w Strand Magazine. Został nieświadomie zatrudniony do zilustrowania Przygód Sherlocka Holmesa, serii dwunastu krótkich opowiadań, które ukazywały się od lipca 1891 do grudnia 1892, kiedy wydawcy przypadkowo wysłali list ze zleceniem do niego, zamiast do jego młodszego brata Waltera.
Pomimo opinii wielu osób, że Paget oparł wizerunek Holmesa o wygląd Waltera, jego brat Henry Marriott Paget zaprzeczył, że tak było. „Twierdzenie, że brat artysty, Walter lub jakakolwiek inna osoba służyła za wzór portretu Sherlocka Holmesa jest niewłaściwe”.

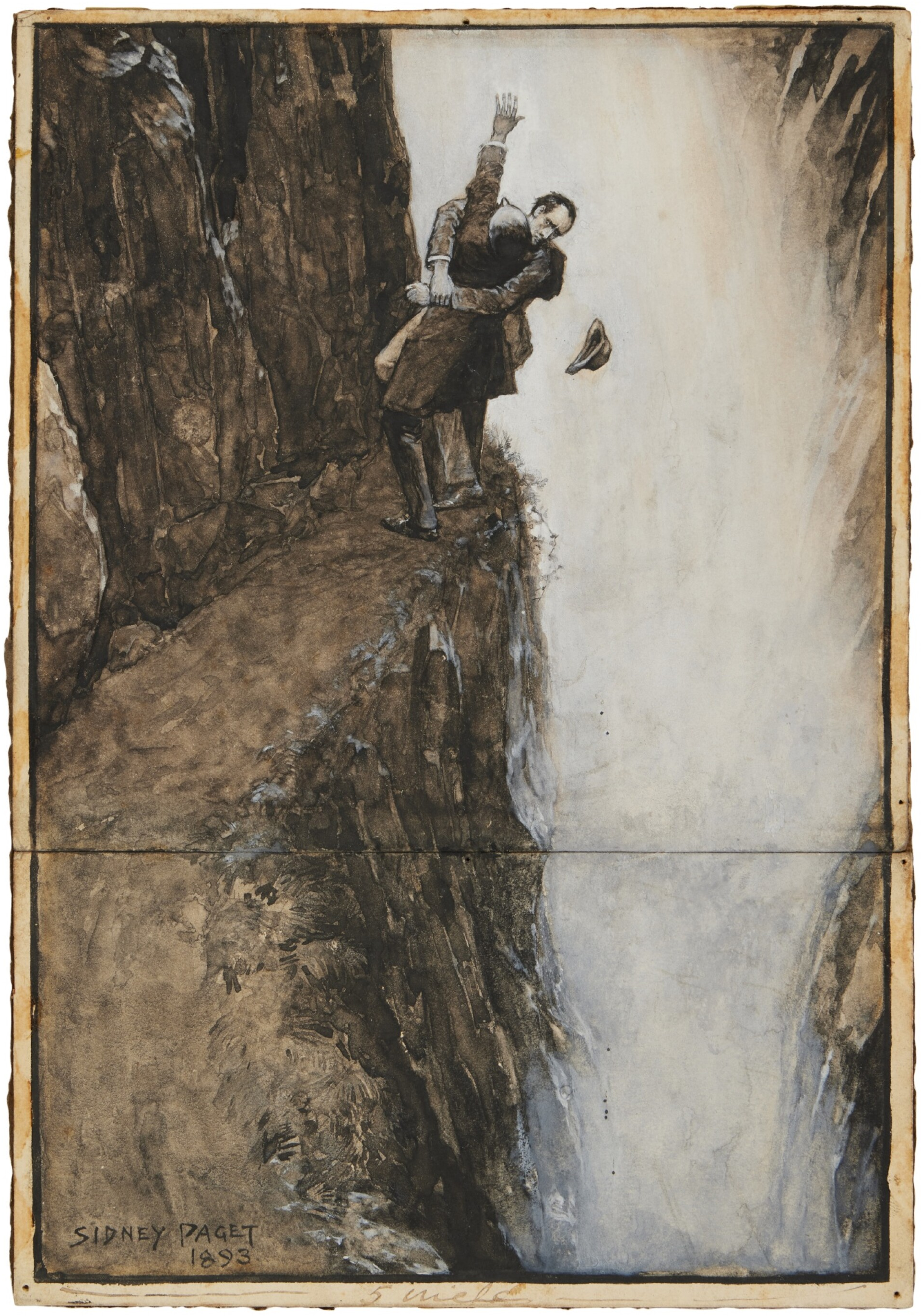
Holmes i Profesor Moriarty nad Wodospadem Reichenbach

W 1893 Paget zilustrował Wspomnienia Sherlocka Holmesa, opublikowane w Strand Magazine jako kontynuacja epizodów w Przygodach Sherlocka Holmesa. Kiedy sir Arthur wznowił serię wydając Psa Baskerville’ów, publikowaną w odcinkach w The Strand w latach 1901–1902, specjalnie zażyczył sobie, aby to Paget był ilustratorem. Paget kontynuował swoją pracę przy kolejnej serii, Powrocie Sherlocka Holmesa w 1903–1904. W sumie zilustrował jedną nowelę oraz 37 krótkich opowiadań. Jego ilustracje miały wpływ na interpretacje postaci detektywa w literaturze, filmie i dramacie.

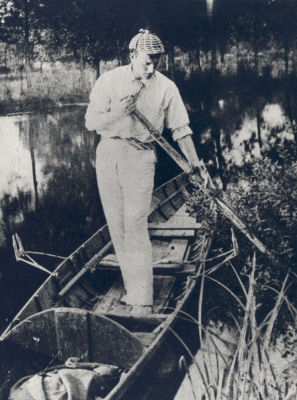
Sidney Paget

The Strand stał się jednym z najbardziej prestiżowych brytyjskich magazynów literackich, a serie o Holmesie jego najbardziej znaną publikacją. Wraz ze wzrostem popularności Holmesa, rysunki Pageta stawały się coraz większe i bardziej dopracowane. Zaczynając od Ostatniej zagadki w 1893, prawie każde opowiadanie o Holmesie w The Strand miało ilustrację na całą stronę, a także wiele mniejszych rysunków. Rysunki zyskiwały również więcej ciemnych tonacji, gdy Paget używał czarno-białego medium dla odzwierciedlenia ponurego klimatu opowiadań. Ciemny, zacieniony wygląd ilustracji Pageta prawdopodobnie miał wpływ na amerykańskie filmy o detektywach oraz film noir, a także na każdą filmową wersję o Holmesie.
Pagetowi przypisuje się także zasługę wykreowania wizerunku detektywa w słynnej czapce z dwoma daszkami i pelerynie, o których Conan Doyle nigdy nie wspominał w swoich opowiadaniach. Czapka i peleryna po raz pierwszy pojawiły się na ilustracji do Tragedii w Boscombe Valley w 1891, a potem ponownie w opowiadaniu Srebrny Płomień w 1893. Pojawiły się także na kilku ilustracjach w Powrocie Sherlocka Holmesa. Zakrzywiona fajka została dodana przez aktora Williama Gillette'a.
Ogółem Sidney Paget wykonał 356 opublikowanych ilustracji do serii o Sherlocku Holmesie. Po jego śmierci w 1908, inni ilustratorzy uznali, że muszą imitować styl Pageta rysując postać Sherlocka. Ilustracje Pageta były przedrukowywane w wielu antologiach przygód Holmesa i stały się symbolicznym wizerunkiem detektywa.
Kompletny zbiór publikacji The Strand, w tym ilustracji do serii Sherlocka Holmesa jest jednym z najrzadszych i najdroższych pozycji kolekcjonerskich w historii wydawniczej. Oryginalny rysunek Pageta, 26,67 × 17,15 cm przedstawiający Holmesa i profesora Moriarty’ego nad krawędzią wodospadu Reichenbach został sprzedany 16 listopada 2004 w domu aukcyjnym Sotheby’s w Nowym Jorku za 220 800 tys. dolarów.